# 오하시 요시타카
오하시 요시타카(일본어: 大橋 良隆, 1983년 7월 1일 ~ )는 일본의 전 축구 선수이다.

## 구단 경력
과거 베갈타 센다이, AC 나가노 파르세이루에서 활동하였다.